# 의화단

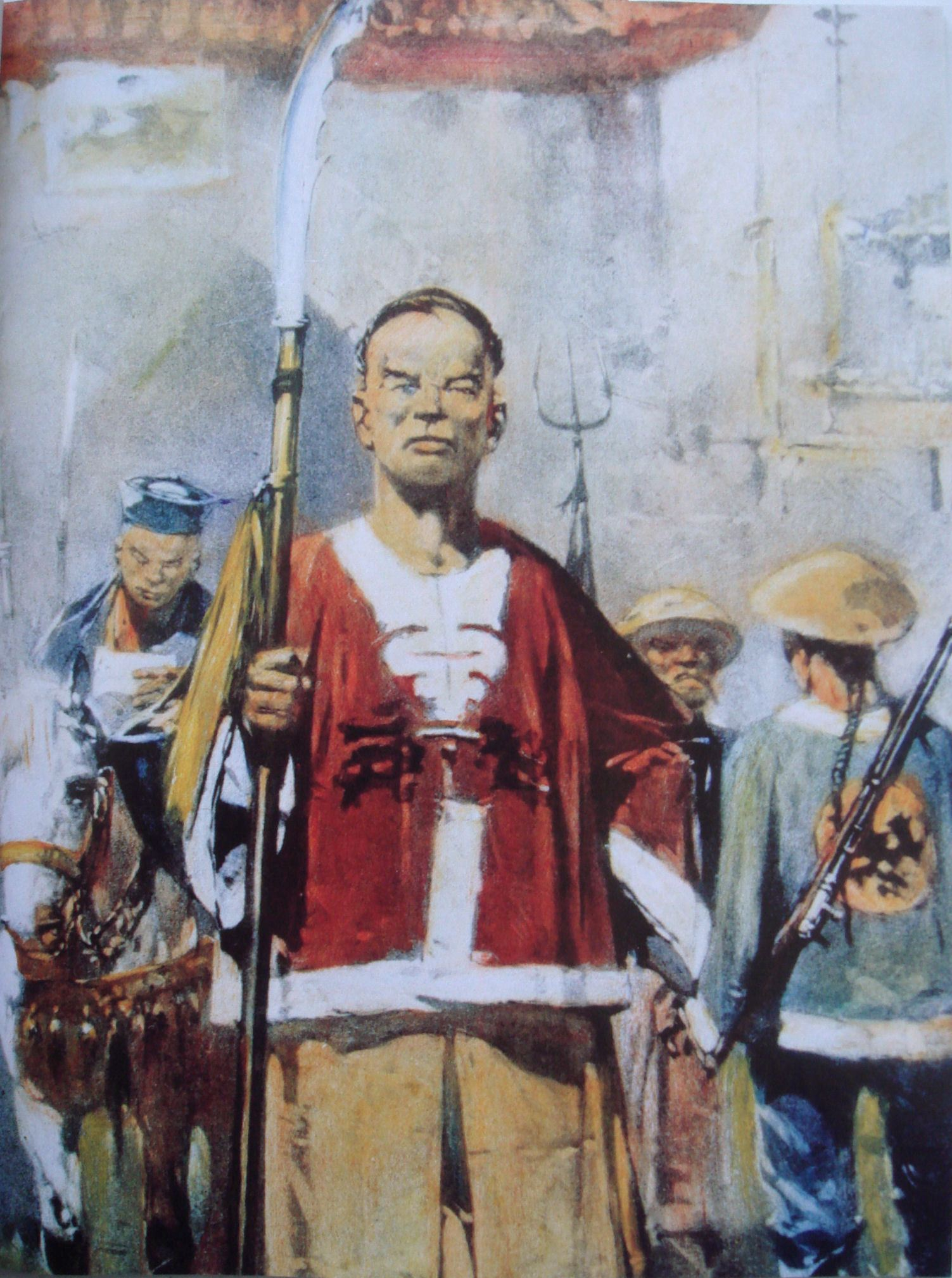
의화단원 (1900년경).

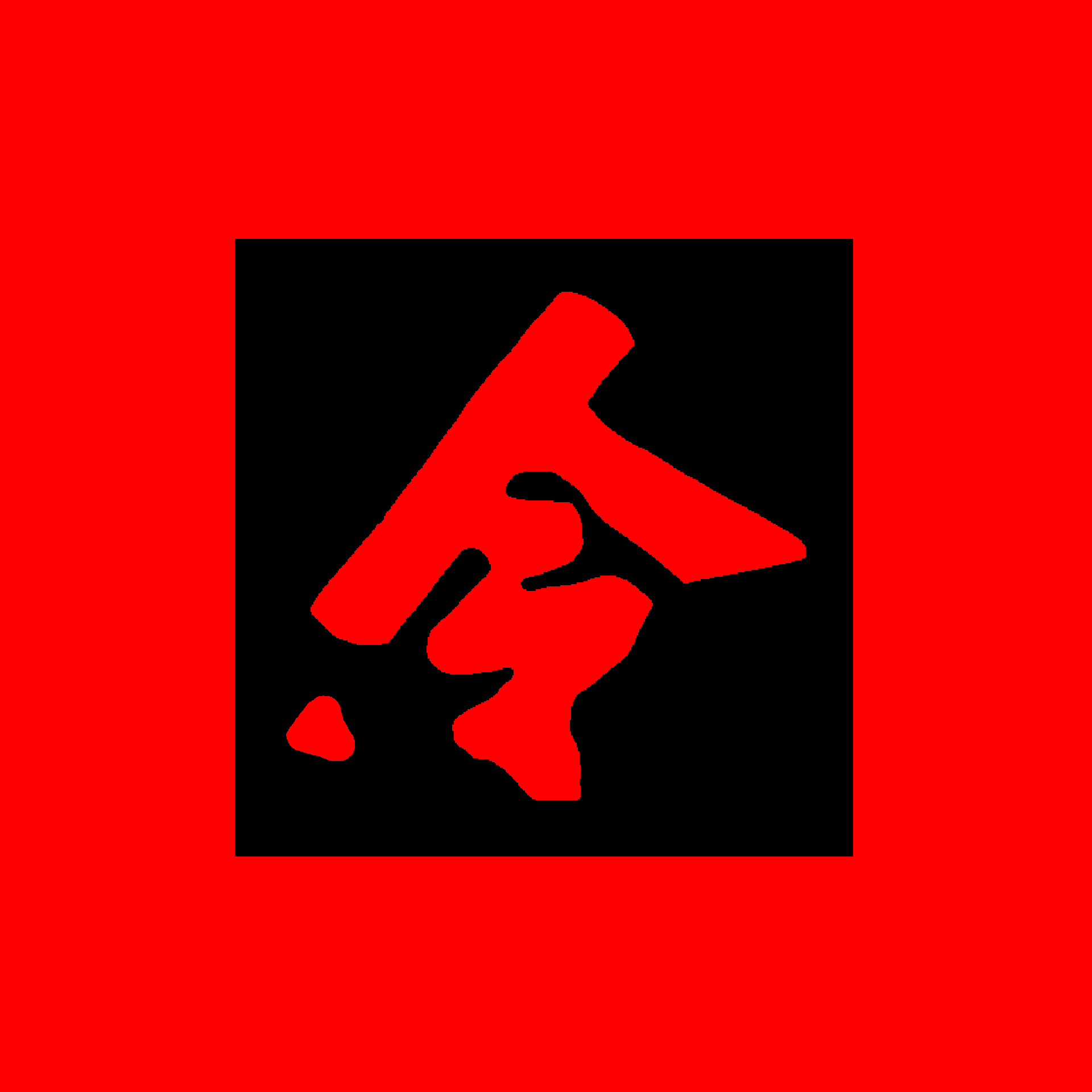
의화단의 기

의화단 (중국어 정체자: 義和團, 간체자: 义和团, 병음: Yìhétuán)은 19세기 말 청나라 말기의 비밀결사 조직으로 '청나라의 전복'과 '외세의 배척'을 목표로 무장 봉기를 일으킨 단체이다. 이들은 손오공이나 저팔계 따위를 신으로 숭배하면서, 칼에도 피나 부상을 입지 않으리라 믿었다고 한다. 비밀결사 형태로 설립되었다.

## 역사
의화단의 전신은 '의화권'(義和拳) 혹은 '의화문'(義和門)으로 그들은 1778년(건륭 43년)의 관방 문서에 처음으로 보이고 있다. 당시 이들은 산둥성, 즈리 성, 허난성, 장쑤성 일대에 분포되어있었으며 비밀결사의 하나인 백련교 가운데 한 파인 팔괘교(八卦敎)에 속하였거나, 어떤 부류는 매화권(梅花拳), 또는 신권(神拳), 그리고 대도회(大刀會)로부터 온 것이라 하였다. 또 어떤 부류는 민간이 자신을 스스로 보호하기 위하여 만든 단련(團練)으로부터 왔다고도 한다. 그리고 민간종교와 권회적 요소의 결합이라고도 보는가하면, 산둥 서부지방의 신권에서 기원하였다는 주장도 있다. 의화단에 참가한 무리들은 평시에 각자의 생업에 종사하고, 여가시간을 이용하여 권봉과 무술을 익혔다. 그들은 본래 통일된 조직이 없어서 연합행동을 할 때에 비교적 세력이 있는 촌이 주축이 어 인근의 무리들가경 1808년)청나라 백련교보다 더 쉽게 군중들에게 받아들여질 수 있었기 때문이다.
이들은 제2차 아편전쟁 이후 선교사의 내지 선교가 인정되면서 자발적으로 반양교(反洋敎) 즉 반기독교 운동에 참여하였다. 그러나 조직적인 통일이 이루어지지 않아 대규모적인 활동을 하지 못했다.
그런데 청일전쟁 이후에 이르러 비로소 큰 변화가 일어났다. 열강의 침략이 격화되어 가면서 의화권의 명칭도 의화단으로 바뀌기 시작하였으며, 1900년의 봄과 여름 사이에 직예, 산둥 등지의 의화권이 의화단이란 명칭을 보편적으로 사용하여 의화단의 시대가 시작되었다.때문에 의화단은 서양인의 눈에 민족자위단체의 출현으로 보였다.

## 같이 보기
- 의화단 운동
- 서태후